# La colline a des yeux (série de films)
Pour les articles homonymes, voir La colline a des yeux.
 Pour plus de détails, voir Fiche technique et Distribution
La colline a des yeux (The Hills Have Eyes) est une série de films d'horreur américains. Elle comporte quatre films.
La série se divise en deux périodes : la première, de 1977 à 1985, comporte deux films réalisés par Wes Craven : La colline a des yeux et La colline a des yeux 2. La franchise est « rebootée » à partir de 2006, avec La colline a des yeux d'Alexandre Aja et La colline a des yeux 2 de Martin Weisz.

## Première série (1977-1985)

### Fiche technique
| Équipe du tournage         | Films                        | Films                          |
| Équipe du tournage         | La colline a des yeux (1977) | La colline a des yeux 2 (1985) |
| -------------------------- | ---------------------------- | ------------------------------ |
| Titre original             | The Hills Have Eyes          | The Hills Have Eyes Part II    |
| Réalisateur et scénariste  | Wes Craven                   | Wes Craven                     |
| Producteur                 | Peter Locke (en)             | Peter Locke (en)               |
| Compositeurs               | Don Peake                    | Harry Manfredini               |
| Photographie               | Eric Saarinen (en)           | David Lewis                    |
| Montage                    | Wes Craven                   | Richard Bracken (en)           |
| Durée                      | 90 minutes                   | 86 minutes                     |
| Dates de sortie États-Unis | 22 juillet 1977              | 9 août 1985                    |
| Dates de sortie France     | 20 juin 1979                 | 27 février 1987                |
| Budget                     | 230 000 $                    | 1 000 000 $                    |
| Genre                      | horreur                      | horreur                        |
| Pays                       | États-Unis                   | États-Unis                     |

### Distribution
| Personnages      | Films                        | Films                          | Films |
| Personnages      | La colline a des yeux (1977) | La colline a des yeux 2 (1985) |       |
| ---------------- | ---------------------------- | ------------------------------ | ----- |
| Brenda Carter    | Susan Lanier                 | Susan Lanier                   |       |
| Bobby Carter     | Robert Houston               | Robert Houston                 |       |
| Pluto            | Michael Berryman             | Michael Berryman               |       |
| Ruby             | Janus Blythe (en)            | Janus Blythe (en)              |       |
| Lynn Wood-Carter | Dee Wallace                  |                                |       |
| Doug Wood        | Martin Speer                 |                                |       |
| "Big" Bob Carter | Russ Grieve                  |                                |       |
| Ethel Carter     | Virginia Vincent             |                                |       |
| Fred             | John Steadman (en)           |                                |       |
| Jupiter          | James Whitworth (de)         |                                |       |
| Mars             | Lance Gordon                 |                                |       |
| Mercury          | Arthur King                  |                                |       |
| Roy              |                              | Kevin Spirtas                  |       |
| Cass             |                              | Tamara Stafford                |       |
| The Reaper       |                              | John Bloom                     |       |
| Hulk             |                              | John Laughlin (en)             |       |

## Seconde série (2006-2007)

### Fiche technique
| Équipe du tournage       | Films                        | Films                          |
| Équipe du tournage       | La colline a des yeux (2006) | La colline a des yeux 2 (2007) |
| ------------------------ | ---------------------------- | ------------------------------ |
| Titre québécois          | Le Visage de la peur         | Le Visage de la peur 2         |
| Titre original           | The Hills Have Eyes          | The Hills Have Eyes 2          |
| Réalisateurs             | Alexandre Aja                | Martin Weisz                   |
| Producteurs              | Wes Craven                   | Wes Craven                     |
| Producteurs              | Peter Locke (en)             |                                |
| Producteurs              | Marianne Maddalena (en)      | Johnathan Debin                |
| Producteurs              | Cody Zwieg                   |                                |
| Scénaristes              | Alexandre Aja                | Wes Craven                     |
| Scénaristes              | Gregory Levasseur            | Jonathan Craven                |
| Compositeurs             | Tomandandy                   | Trevor Morris                  |
| Compositeurs             | François-Eudes Chanfrault    | Trevor Morris                  |
| Photographie             | Maxime Alexandre             | Sam McCurdy                    |
| Montage                  | Baxter                       | Sue Blainey                    |
| Montage                  | Baxter                       | Kirk M. Mom                    |
| Sociétés de distribution | Fox Searchlight Pictures     | Fox Entertainment Group        |
| Pays                     | États-Unis                   | États-Unis                     |
| Pays                     | France                       |                                |
| Durée                    | 107 minutes                  | 97 minutes                     |
| Genre cinématographique  | Horreur                      | Horreur                        |

## Accueil

### Critique
| Films                          | Rotten Tomatoes     | Metacritic            |
| ------------------------------ | ------------------- | --------------------- |
| La colline a des yeux (1977)   | 67% (24 critiques)  | NC                    |
| La colline a des yeux 2 (1985) | 0% (5 critiques)    | NC                    |
| La colline a des yeux (2006)   | 51% (138 critiques) | 52⁄100(28 critiques)  |
| La colline a des yeux 2 (2007) | 12% (67 critiques)  | 32⁄100 (18 critiques) |

### Box-office
| Films                   | Année  | Budget       | Box-office   | Box-office    | Entrées France | Références |
| Films                   | Année  | Budget       | États-Unis   | Mondial       | Entrées France | Références |
| ----------------------- | ------ | ------------ | ------------ | ------------- | -------------- | ---------- |
| La colline a des yeux   | 1977   | 230,000 $    | 25 000 000 $ | 25 000 000 $  | 104 301        | ,          |
| La colline a des yeux 2 | 1985   | 700 000 $    | NC           | NC            | NC             | [ 9 ]      |
| La colline a des yeux   | 2006   | 15 000 000 $ | 41 778 863 $ | 69 623 713 $  | 502 031        | ,          |
| La colline a des yeux 2 | 2007   | 15 000 000 $ | 20 804 166 $ | 37 405 247 $  | 302 403        | ,          |
| Totaux                  | Totaux | 38 930 000 $ | 66 584 110 $ | 132 028 960 $ | 908 735        |            |

## Peur panique
Le film Peur panique (The Outpost) de Joe Gayton, sorti en 1995, n'a aucun rapport avec la saga mais a été sorti dans certains pays sous le titre The Hills Have Eyes III. Excepté la présence de Wes Craven à la production, le film n'a aucun lien.